# Наумов, Пётр Иванович (партийный деятель)
Пётр Иванович Наумов — советский хозяйственный, государственный и политический деятель.

## Биография
Родился в 1917 году в селе Студенец. Член КПСС с 1939 года.
Участник Великой Отечественной войны. С 1946 года — на хозяйственной, общественной и политической работе. В 1946—1986 гг. — главный зоотехник районного управления сельского хозяйства в Ивановке Киргизской ССР, инструктор сельхозотдела ЦК КП Киргизской ССР, заведующий сельхозотделом Нарынского, заведующий сельхозотделом Ошского обкома КПК, заместитель заведующего сельхозотделом ЦК КП Киргизской ССР, помощник первого секретаря ЦК КП Киргизской ССР, заведующий сельхозотделом, секретарь ЦК КП Киргизской ССР по сельскому хозяйству.
Избирался депутатом Верховного Совета Киргизской ССР 7-го, 8-го, 9-го, 10-го и 11-го созывов.
Умер в Бишкеке в 1993 году.